# Dénes Berényi
Dénes Berényi (* 26. Dezember 1928 in Debrecen; † 27. Juni 2012 ebenda) war ein ungarischer Atomphysiker, Mitglied der ungarischen Akademie der Wissenschaften und jahrelanger Leiter der Kernforschungsaktivitäten ATOMKI. Er hat sich in der Physik besonders im Bereich der Elektronenspektroskopie einen Namen gemacht.

## Karriere
Berényi studierte an der Lajos-Kossuth-Universität in Debrecen Physik. Er erhielt sein Diplom 1953, promovierte 1959 und habilitierte sich 1969.
1973 wurde er in die ungarische Akademie der Wissenschaften als korrespondierendes Mitglied aufgenommen. 1985 wurde er Vollmitglied.
Er absolvierte Gastaufenthalte an der Lomonossow-Universität, Moskau (1959–1960) und am Nuclear Physics Laboratory Oxford UK (1970–1971). Von 1976 bis 1991 war er Direktor des Instituts für Kernforschung der ungarischen Akademie der Wissenschaften ATOMKI.
1992 wurde er in die Academia Europaea gewählt. 1995 wurde der Asteroid (5694) Berényi nach ihm benannt.

## Familie
Dénes Berényi war seit 1956 mit Livira Bódor verheiratet. Sie bekamen zwei Kinder.